# انتخابات آلمان، نوامبر ۱۹۳۳
انتخابات پارلمانی در آلمان در ۱۲ نوامبر ۱۹۳۳ بوقوع پیوست. این اولین انتخابات در دوره حکومت حزب ناسیونال سوسیالیست ملی کارگران بود. همه احزاب مخالف تا این زمان ممنوع شده بودند و رای دهندگان با یک فهرست شامل حزب ناسیونال سوسیالیست و ۲۲ مهمان غیرحزبی حزب ناسیونال سوسیالیست مواجه بودند. چنین نمایندگی هم مانند آلفرد هوگنبرگ از هیتلر شدیداً پشتیبانی می‌کردند.
رایشستاک جدید که تنها شامل اعضا و سمپاتهای NSDAP بود در ۱۲ دسامبر برای اعضای پرزیدیوم به ریاست هرمان گورینگ تشکیل جلسه داد.

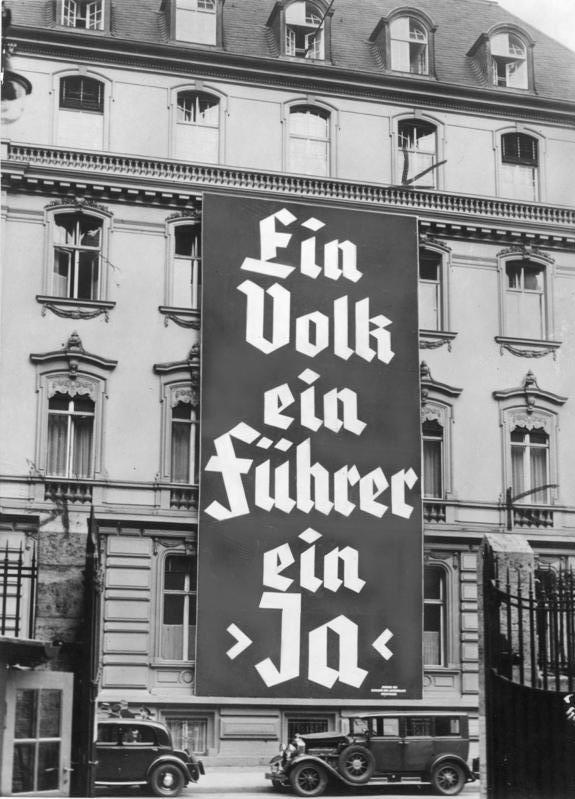
پوستر انتخاباتی با شعار یک مردم، یک رهبر، یک بله.

## نتایج
| حزب                                      | آرا        | %     | کرسی‌ها |
| ---------------------------------------- | ---------- | ----- | ------ |
| حزب ملی ناسیونال سوسیالیست کارگران آلمان | ۳۹٬۶۵۵٬۲۲۴ | ۹۲٫۱۱ | ۶۶۱    |
| مخالف                                    | ۳٬۳۹۸٬۲۴۹  | ۷٫۸۹  | –      |
| آرای سفید/باطل                           | ۳٬۳۹۸٬۲۴۹  | ۷٫۸۹  | –      |
| کل                                       | ۴۳٬۰۵۳٬۴۷۳ | ۱۰۰   | ۶۶۱    |
| رای دهندگان/تعداد شرکت کنندگان           | ۴۵٬۱۷۸٬۷۰۱ | ۹۵٫۳۰ | –      |
| Source: Nohlen & Stöver                  |            |       |        |